# Zoo di Nashville
Lo zoo di Nashville a Grassmere è un giardino zoologico e una fattoria storica situata a 9,7 km a sud-est del centro di Nashville. A partire dal 2014, lo zoo è l'attrazione più pagata del Tennessee centrale e ospita 6.230 animali, appartenenti a 339 specie diverse. Il sito su cui sorge lo zoo di Nashville comprende un'area di circa 76 ettari (188 acri). Lo zoo è un membro accreditato dell'Associazione degli Zoo e degli Acquari.

## Storia

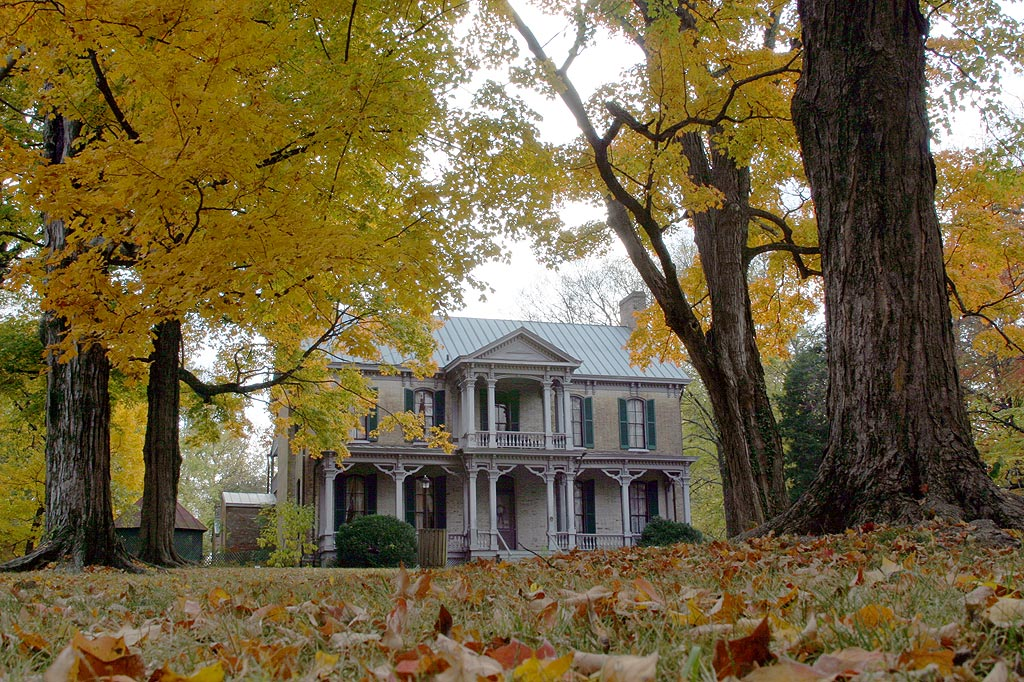
La storica casa di Grassmere

### La fattoria dei Dunn
Lo zoo di Nashville sorge su una proprietà che una volta era una fattoria di schiavi di 300 acri di proprietà di Michael ed Elizabeth Dunn. La casa originale dei Dunn, costruita nel 1810 attraverso il lavoro degli schiavi, si trova ancora nella proprietà. Margaret ed Elise Croft, le pronipoti di Michael Dunn, il proprietario originale, furono i loro ultimi discendenti a vivere in questa proprietà. Nel 1989, gli archeologi che valutarono la proprietà per le sue risorse archeologiche scoprirono un cimitero non contrassegnato abbastanza vicino all'ingresso di Grassmere, non lontano da Nolensville Road. Quando la costruzione dello zoo venne avviata nel 1997, il cimitero rimase indisturbato, fino al 2013 quando venne pianificata la costruzione di un nuovo ingresso. Attraverso una petizione allo zoo, i corpi vennero riesumati e spostati in un luogo più vicino alla storica casa di Dunn dall'archeologo statale. Questa riesumazione ha rivelato dai 9 ai 30 afroamericani che erano stati sepolti lì.

### Grassmere Wildlife Park
Le sorelle Croft cedettero la terra e la casa familiare al Children's Museum di Nashville nel 1964, con l'accordo che la casa sarebbe rimasta e il terreno sarebbe stato utilizzato come "centro di studi sulla natura". Dopo la morte di Elise nel 1985, il museo iniziò a lavorare su questo centro di studi sulla natura, chiamandolo il Grassmere Wildlife Park.

### Zoo di Nashville
Nel dicembre 1994, il Grassmere Wildlife Park chiuse definitivamente. In seguito la città di Nashville assunse la proprietà sulla terra, nel 1995, e iniziò a cercare un'organizzazione indipendente per gestire la proprietà. Nel frattempo, lo zoo di Nashville era stato aperto come struttura separata di proprietà privata a Joelton, Tennessee, nel maggio 1991. Nel giugno 1996, l'allora sindaco di Nashville, Phil Bredesen, propose che lo zoo di Nashville fosse trasferito a Grassmere, o che Grassmere fosse convertito in un parco cittadino senza animali. Nell'ottobre 1996, il Consiglio comunale di Nashville approvò i termini di un contratto di locazione per il trasferimento dello zoo di Nashville a Grassmere.
Lo zoo di Nashville è rimase aperto a Joelton. Nel maggio 1997, venne aperto il Nashville Wildlife Park a Grassmere. Sia lo zoo che il parco faunistico rimasero aperti, ma a causa della confusione del pubblico, lo zoo chiuse il sito di Joelton nell'ottobre 1998 e si concentrò completamente sulla sua nuova posizione a Grassmere. Lo zoo è aperto tutti i giorni dalle 9:00 alle 18:00.

## Animali e reparti

### Entry Village
L'Entry Village è l'entrata principale dello zoo ed è considerata un'area a sé stante che comprende anche alcuni habitat. L'area iniziale è composta principalmente dalla biglietteria e negozi di souvenir, seguita da cinque habitat per sette specie principali. Curiosamente, nel bagno degli uomini presente nell'area iniziale è presente un terrario contenente un pitone di Boelen. Coerentemente nel bagno delle donne, nell'area Expedition Peru, e possibile osservare dei tamarini edipo.
Animali presenti:
- Ara giacinto
- Gru azzurra
- Dendrocigna facciabianca
- Volpoca
- Gibbone dalle guance bianche
- Siamango
- Suricato
- Mitteria del Senegal

### Unseen New World

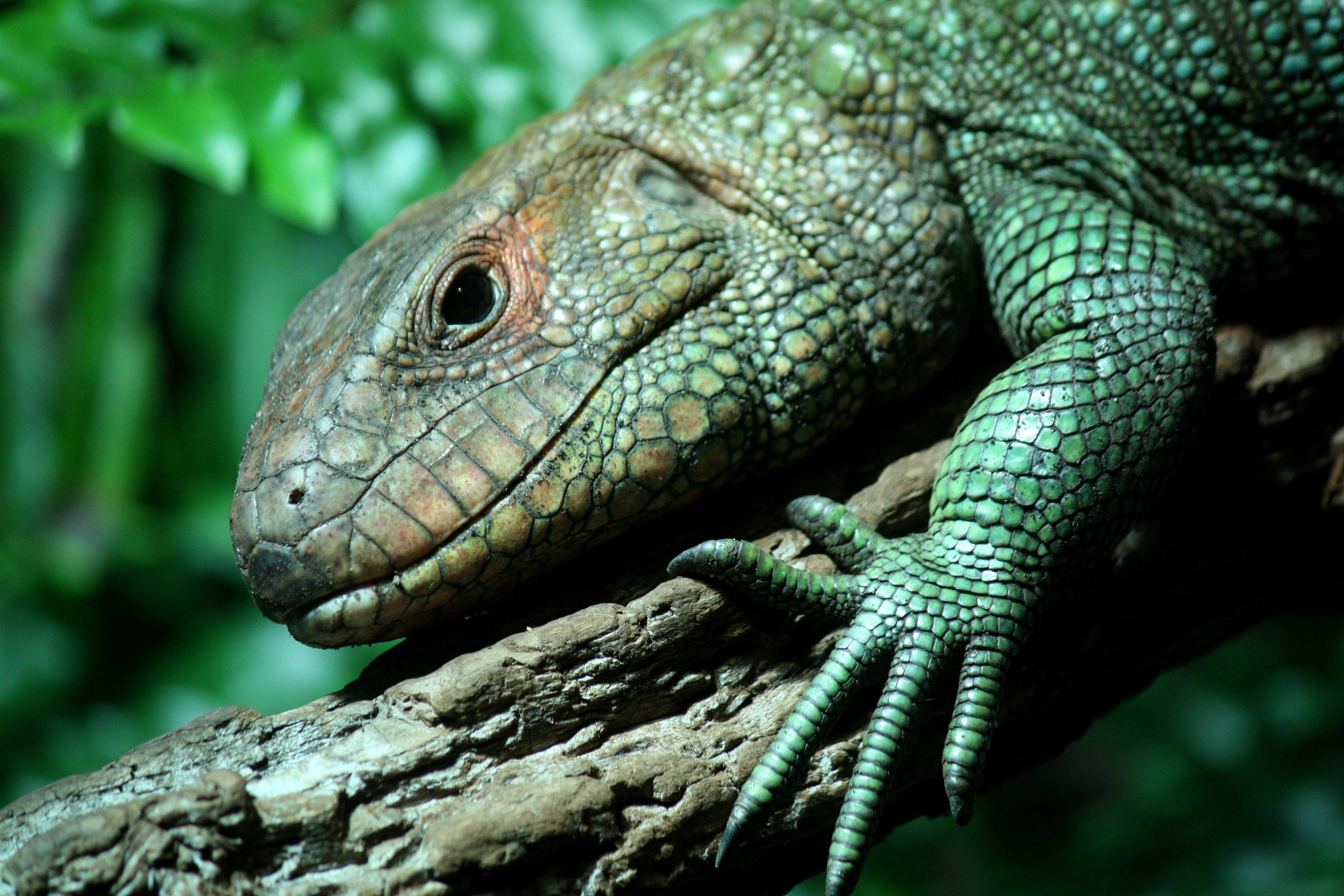
Lucertola caimano settentrionale

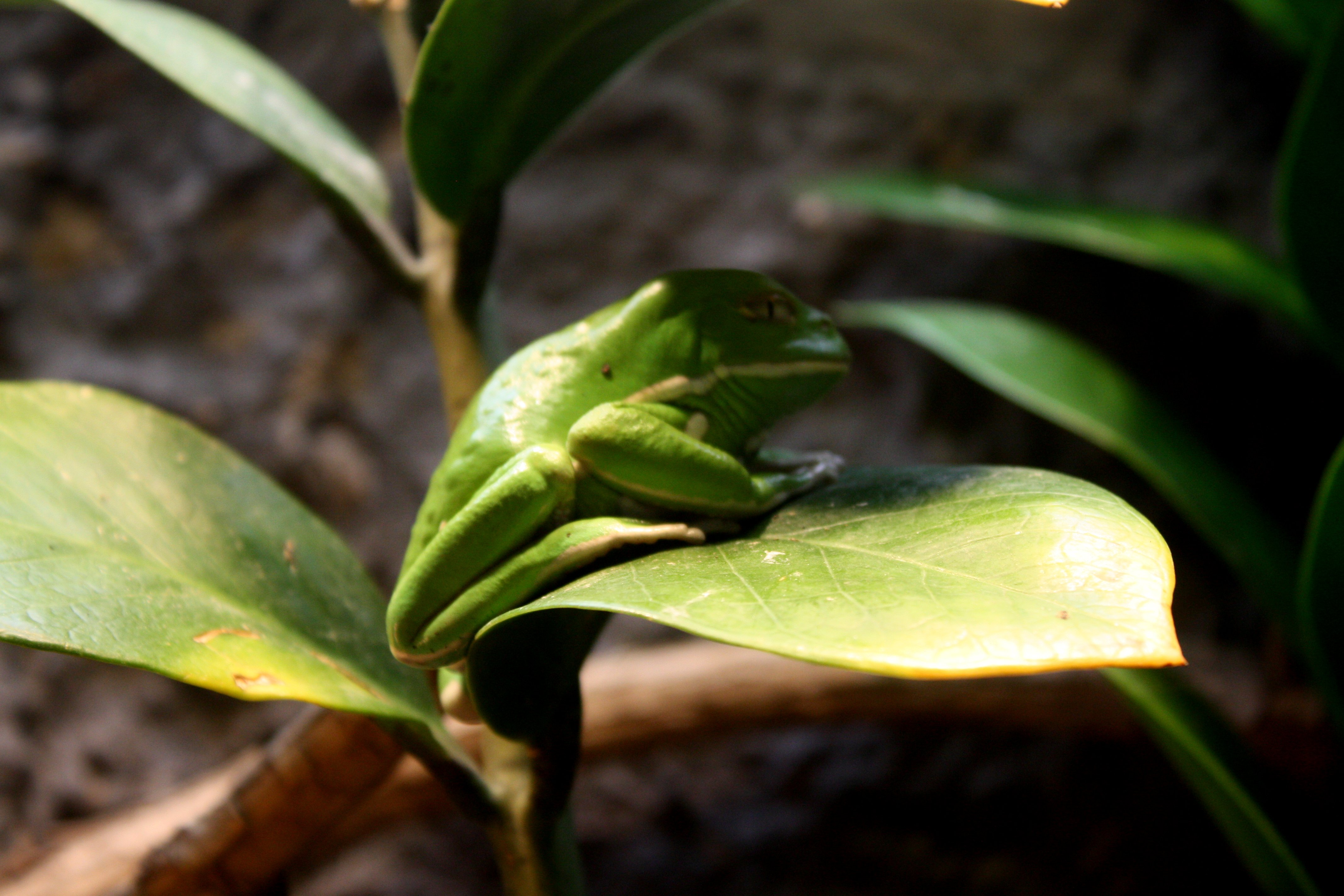
Raganella della cera

L'Unseen New World, costruito nel 1998, è uno dei più grandi edifici dello zoo di Nashville, che ha come tema le piccole creature dei tropici che vengono spesso trascurate dal pubblico. La struttura funge da acquario, rettilario, insettario e voliera per lo zoo, ospitando una gran varietà di insetti, pesci, anfibi, rettili, uccelli e alcuni mammiferi.
Animali presenti: (Lista non completa)
- Pesce angelo francese
- Pesce istrice
- Iguana rinoceronte
- Ippocampo eretto
- Blatta gigante di Trinidad
- Anolide gigante cubano
- Medusa capovolta
- Tarantola di Trinidad
- Cromi blu
- Coralli
- Iguana dalla coda spinosa
- Tartaruga del deserto
- Crotalo diamantino orientale
- Crotalo messicano
- Mostro di Gila
- Testa di rame settentrionale
- Tartaruga alligatore
- Serpente indigo
- Salamandra tigre
- Gambero d'acqua dolce di Nashville
- Salamandra alligatore
- Colubre d'acqua comune
- Tarantola dalle ginocchia rosse
- Axolotl
- Tartaruga del muschio carenata
- Testuggine palustre punteggiata
- Tartaruga dalle macchie gialle
- Raganella splendida
- Boa annulato
- Raganella dagli occhi rossi
- Pipistrello naso a foglia di Seba
- Colubro tigre
- Lucertola dal collare arboricola
- Iguana dall'elmo
- Dendrobate dorato
- Anaconda verde
- Boa constrictor
- Tartaruga collo di serpente di Hilaire
- Caimano nano di Cuvier
- Raganella della cera
- Rospo cornuto argentino
- Anolide scimmia
- Basilisco piumato
- Lucertola caimano settentrionale
- Mata mata
- Arowana argentato
- Trigone fluviale ocellato
- Cuiu cuiu
- Vipera delle palme amazzonica
- Vipera cigliata
- Rana dorata di Panama
- Rana toro americana
- Upupa verde
- Cacicco groppagialla
- Cardinale testarossa
- Motmot capoblu
- Oca pigmea africana
- Barbetto macchienere
- Piccione verde di Bruce
- Tortora gracchiante terricola
- Fringuello dal becco argentato
- Bradipo didattilo
- Tegu argentino
- Tartaruga dai piedi rossi

### Tiger Crossroads
Il Tiger Crossroads è l'habitat per le tigri di Sumatra dello zoo di Nashville. Originariamente aperto nel 1989 questa zona era originariamente dedicata agli orsi neri, in seguito sostituiti da delle tigri del Bengala. Infine, nel 2015, lo zoo decise di rinnovare completamente l'area, riaprendola nell'Aprile 2019, ampliando la superficie del recinto e aggiornando i punti d'osservazione per i visitatori. Le barriere tra animali e visitatori sono virtualmente invisibili, coperte da una fitta vegetazione che rendono l'habitat il più naturale possibile. L'entrata all'habitat è composta da una piccola piazza con motivi e decorazioni che richiamano l'architettura di Sumatra. Parte del motivo per cui quest'attrazione ha avuto una progettazione così lunga è per il fatto che ogni struttura presente è stata scolpita a mano nel legno. La piazza porta ad una mostra interna, in cui sono presenti vari cartelloni didattici sulla vita, le abitudini e la conservazione della tigre, e termina con una parete di vetro che si affaccia sul recinto. Gli animali sono visibili anche da un ponticello che sovrasta la loro pozza d'acqua e che dà modo di ammirare l'area in tutta la sua interezza. Lo zoo di Nashville, al momento, ospita due esemplari femmina sorelle provenienti dallo zoo di Topeka, sperando di ricevere in futuro il permesso di far riprodurre i due esemplari.
Animali presenti:
- Tigre di Sumatra

### Expedition Peru
Expedition Peru - trek of the Andean bear è una delle aree più nuove dello zoo, incentrato sulla conservazione dell'orso dagli occhiali. Costruita su una zona non-sfruttata dello zoo, l'area venne aperta nel Marzo 2018 divenendo in breve una delle attrazioni più popolari dello zoo di Nashville, grazie alla sua architettura e alla sua progettazione che danno l'impressione di essere in un villaggio peruviano. L'area ospita 13 specie in cinque habitat, in un'area di 1 acro e mezzo. L'area principale è costituita dalla ricostruzione di un villaggio peruviano, e all'interno dell'edificio centrale è presente una parete di vetro lunga 152 metri che permette ai visitatori di avere una panoramica sull'habitat dell'orso dagli occhiali. Nella stessa struttura, nella parete opposta, è presente un acquario a parete che ospita pesci d'acqua dolce amazzonici, come arowna argentati, trigoni fluviali, ciclidi testarossa, ciclidi giaguaro, leporini fasciati e lucertole caimano settentrionali. Accanto all'edificio principale, nel bagno delle donne è presente l'habitat dei tamarini edipo. Sempre nell'area centrale, l'ultimo habita è un piccolo giardino per le cavie peruviane. Expedition Peru è stata elogiata per la sua creatività ed è stata premiata come posto d'onore per l'eccellenza dei design degli habitat dalla AZA.
Animali presenti:
- Pudú meridionale
- Tartaruga dai piedi rossi
- Orso dagli occhiali
- Tamarino edipo
- Cavia peruviana

### Bamboo Trail

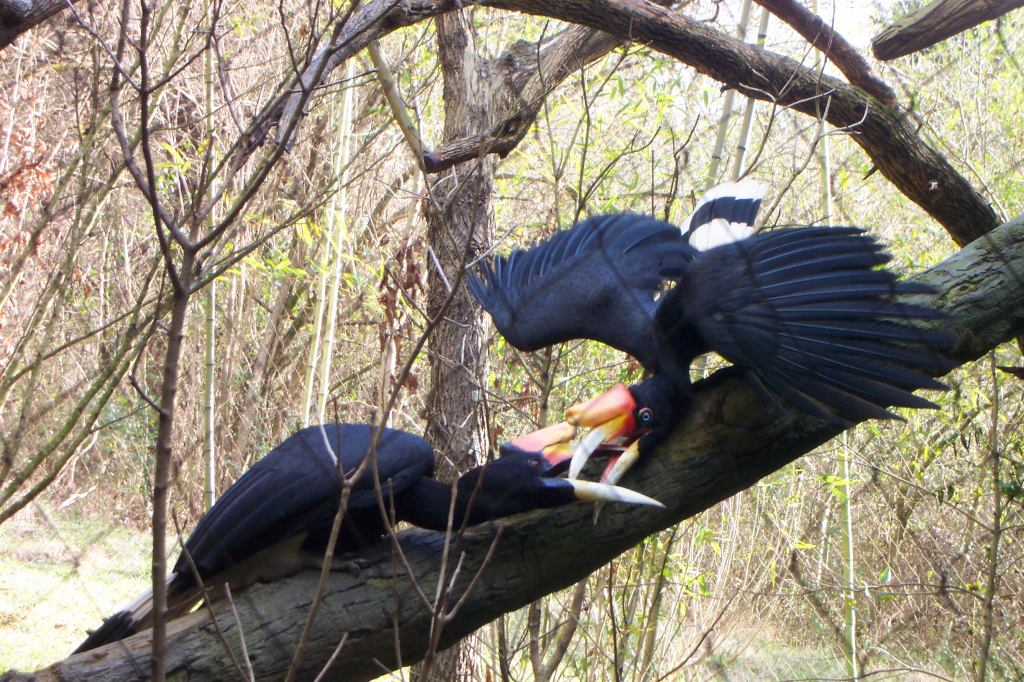
La coppia di buceri rinoceronti dello zoo di Nashville

Il Bamboo Trail è una delle aree più grandi dello zoo di Nashville e ospita la maggior parte delle specie tropicali. Aperta nel 2003, quest'area di 4 acri è composta da una fitta foresta naturale di bambù. Sebbene fosse originariamente concepita come la sezione asiatica dello zoo ha in seguito ospitato animali provenienti dai climi tropicali di Africa, Asia e Sud America. Alcuni degli animali presenti in questa sezione sono fortemente minacciati in natura, pertanto lo zoo si occupa della loro conservazione e del loro allevamento in cattività; tra questi vi sono il bucero rinoceronte, che nel 2018 ha prodotto 17 pulcini dalle coppie residenti, ed il leopardo nebuloso di cui lo zoo di Nashville è divenuto un esperto, insieme allo Smithsonian, nell'allevamento e nella tutela di questo felino, con 38 cuccioli nati allo zoo dal 2009. Quest'area prevede anche una passaggio sopraelevato ed un ponte di corda per arrivare alla stessa altezza dell'habitat delle scimmie ragno messicane, costruito nel 2017 insieme ad una capanna in stile centro-americano dedicato alla conservazione delle specie di primati centro-sudamericani più rari.
Animali presenti:
- Bucero rinoceronte
- Carpa koi
- Leopardo nebuloso
- Panda rosso
- Lemure catta
- Vari rosso
- Babirussa di Sulawesi
- Puma
- Scimmia ragno messicana
- Istrice del Capo
- Tapiro di Baird
- Kamichi crestato

## Progetti di conservazione
Nel 2019, lo zoo di Nashville supporta quasi 50 programmi di conservazione. Questi sforzi includono la difesa dei coralli, la lotta contro il traffico di fauna selvatica e la conservazione di specie in pericolo o minacciate sia localmente che globalmente, compresi la salamandra alligatore, ghepardi, averle americane, tartarughe alligatore, salamandre di ruscello, guaciaro, fenicotteri, e il gambero fluviale di Nashville.

### Programma di conservazione del leopardo nebuloso

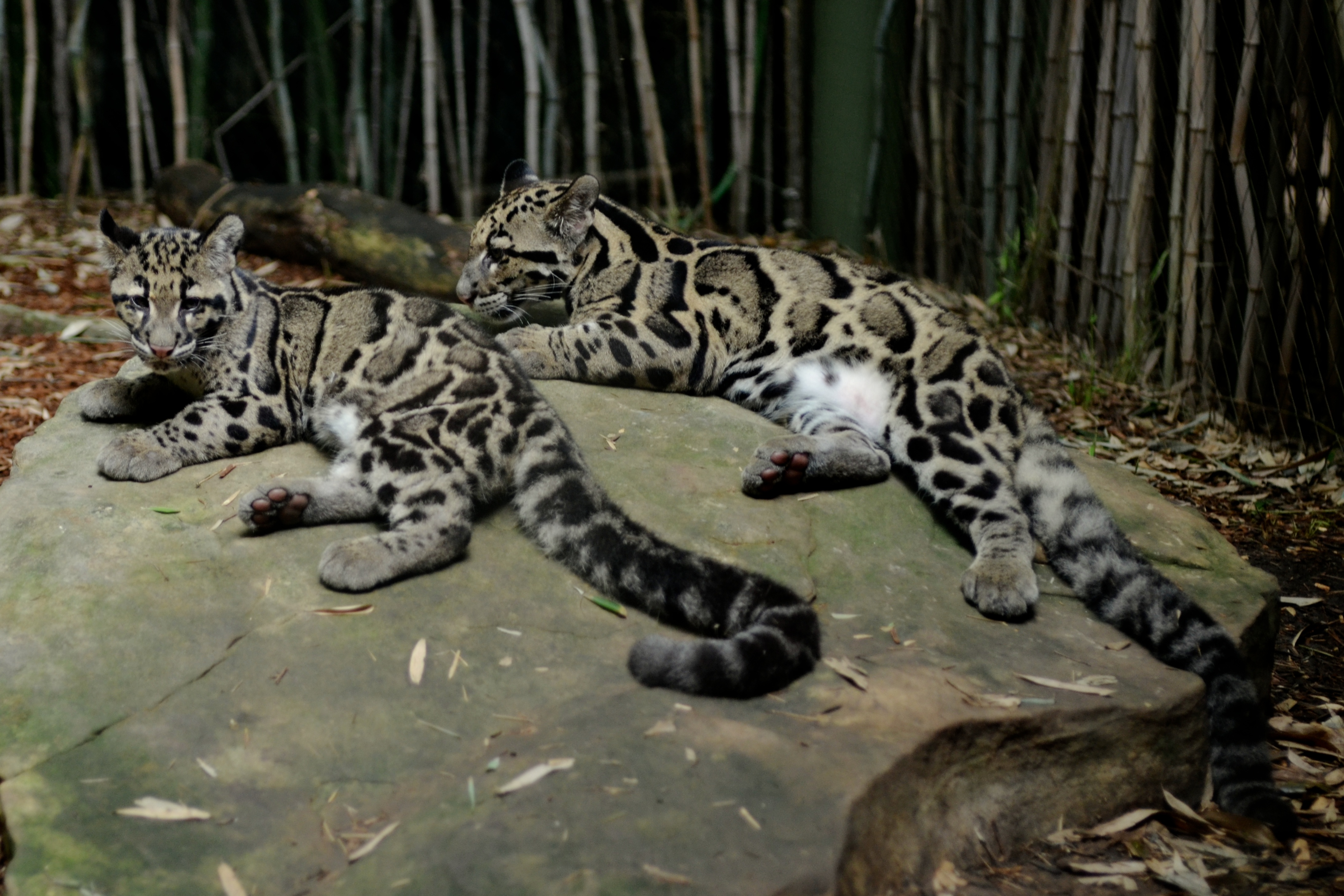
Due cuccioli di leopardo nebuloso, nati allo zoo di Nashville

Lo zoo di Nashville fa parte del programma Clouded Leopard Consortium e dei programmi di protezione del piano Clouded Leopard Species Survival designati alla conservazione del leopardo nebuloso (Neofelis nebulosa). Il leopardo nebuloso è uno dei felini più rari al mondo ed il suo stile di vita è ancora parzialmente sconosciuto, per questo l'allevamento di questa specie in cattività si è rivelato piuttosto difficile. I leopardi nebulosi sono molto sensibili alle influenze esterne durante i programmi di riproduzione in cattività. Lo zoo di Nashville sta lavorando con specialisti nello sviluppo di un programma di inseminazione artificiale per aiutare a preservare la diversità genetica delle popolazioni allevate in cattività. La prima inseminazione artificiale riuscita con leopardi nebulosi ha avuto luogo nel 1992 presso lo zoo di Nashville. Nel 2016 è stata eseguita una procedura con sperma congelato e successivamente scongelato, a seguito della quale è nato un cucciolo nel 2017.
Tra il 2009 e il 2021 sono nati più di 38 cuccioli di leopardo nebuloso, allo zoo di Nashville, tutti allevati a mano dai custodi del parco. Questa tecnica impedisce ai genitori in difficoltà o inesperti di uccidere o trascurare i propri cuccioli. Allevandoli a mano, lo zoo può far accoppiare più facilmente questi animali, che instaurano sin da cuccioli un rapporto di fiducia con i loro custodi rendendo più facile il lavorare con loro.